# Exibição Internacional de Defesa de Dubai

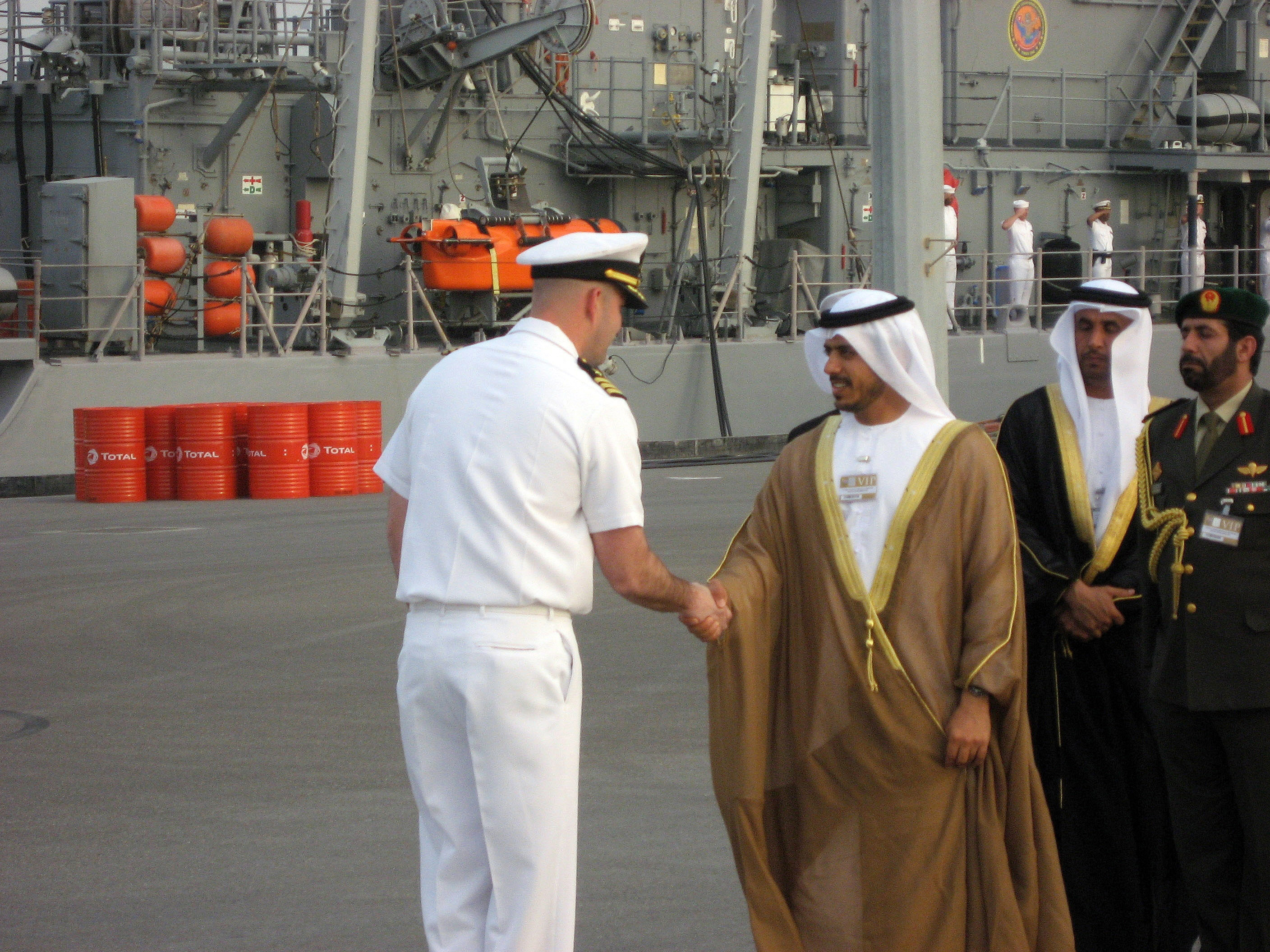
Sheikh Sultan bin Tahnoon Al Nahyan no IDEX

A Exibição Internacional de Defesa de Dubai ou IDEX é uma bienal de exposição de armamentos bélicos e suas tecnologias. De acordo com a revista Jane's Defence Weekly, o IDEX é a maior exibição de armamentos do Oriente Médio. Negócios conduzidos no ano de 2005 totalizaram 2 bilhões de dólares americanos. Baseado no Stockholm International Peace Research Institute, vendas de armamentos de companhias militares e serviços totalizaram 402 bilhões de dólares em 2013.
Com o passar dos anos vários shows começaram a ser realizados nos em Abu Dhabi nos Emirados Árabes Unidos. Sheihk Khalifa bin Zayed al Nahyan, presidente dos EAU e supremo comandante das Forças Armadas dos Emirados Árabes Unidos, é o apoiador do show. 
A partir de 2010 exibidores conhecidos estiveram presentes no evento, caso de Lockheed Martin, Airbus Group, Jobaria Defence, Streit Group, Oshkosh Corporation e Saab AB. 